# 曹杨新村街道
曹杨新村街道，是中华人民共和国上海市普陀區下辖的一个乡镇级行政单位。面积2.08平方公里。户籍人口8.93万人（2009年6月底）。

## 行政区划
曹杨新村街道下辖以下居委会：
源园居委会、花溪园居委会、金岭园居委会、杏梅园居委会、南岭园居委会、南杨园居委会、南梅园居委会、沙溪园居委会、南溪园居委会、枫杨园居委会、金杨园居委会、兰溪园居委会、金梅园居委会、杏杨园居委会、北梅园居委会、北岭园居委会、兰岭园居委会、桂杨园居委会、北杨园居委会和枫岭园居委会。